# Mouvement des jeunes socialistes (Belgique)
Le Mouvement des jeunes socialistes est une organisation de jeunesse reconnue par la Fédération Wallonie-Bruxelles. Les jeunes socialistes sont présents dans toute la Fédération Wallonie-Bruxelles et réunissent les jeunes âgés de 16 à 35 ans. Leurs membres, de par leurs idées socialistes, contribuent à la formation de la vie politique de leurs pairs.
Le Mouvement des jeunes socialistes est un mouvement d'action citoyenne, d'initiative politique et de prise de position. Il sensibilise aux enjeux politiques et aux valeurs de gauche, de solidarité et de changement. Ils tentent de faire des Jeunes des CRACS c'est-à-dire des citoyens responsables, actifs, critiques et solidaires.
Par le biais d'actions de terrain et l'organisation d'activités, de débats, de festivités et de rassemblements, ce Mouvement entend mobiliser et sensibiliser au maximum les citoyens et les jeunes en particulier.

## Objet social statutaire
Le Mouvement des jeunes socialistes est un mouvement se revendiquant d'actions citoyennes, d'initiatives politiques et de prises de positions. Les fédérations et sections locales permettent aux jeunes de rencontrer des personnes de leur région ayant les mêmes envies et les mêmes préoccupations.

## Activités du MJS
Le MJS se veut un lieu de rencontres et d'échanges à propos de sujets politiques et sociaux pour donner la possibilité aux jeunes de s'engager dans des combats à propos de ces sujets, de leur offrir des outils d'organisation et de nature politique.
Ses moyens d'action sont : communiqués de presse, assemblées générales, distributions de tracts en fonction des événements tout au long de l'année ainsi que par l'organisation de conférences et de débats.
Les Jeunes Socialistes soutiennent des organisations luttant pour la paix et la démocratie comme la CNAPD en informant et en sensibilisant ses membres aux différents enjeux d’avenir.[réf. souhaitée]

## Positionnements politiques
Le Mouvement des jeunes socialistes est souvent considéré comme un aiguillon à la gauche du Parti socialiste. Il se revendique autonome et indépendant tout en entretenant de liens forts avec le PS.
Le Mouvement des jeunes socialistes a pris des positions fortes sur les thèmes suivants :
- la réduction collective du temps de travail ;
- la légalisation du cannabis ;
- la lutte contre la fraude fiscale[2] ;
- l'impôt sur la fortune ;
- les taxes sur les transactions financières ;
- contre le TSCG[3];

## International
Le MJS est actif sur la scène internationale également. Au niveau européen, le MJS est membre plein de YES (Young European Socialists), la structure de jeunesse liée au Parti socialiste européen (PSE). Conformément aux statuts de cette structure, le MJS partage les 12 voix belges avec ses homologues flamands des Jongsocialisten (nl) à concurrence de 6 voix chacun. Le MJS y est traditionnellement représenté par son secrétaire international. Le MJS y défend des positions au niveau européen comme la réduction collective du temps de travail, le salaire minimum européen, la réforme de la démocratie européenne, une Europe sociale ou encore l'investissement dans l'écologie.[réf. souhaitée] David Cordonnier est membre de la Commission de contrôle de YES de 2013 à 2015. Les Jeunes Socialistes sont toujours présents aux camps d'été organisés par YES en l'Europe. Ces rencontres permettent à tous les militants de passer un moment de convivialité et d'engagement en mettant les valeurs socialistes en discussion (pendant les séances d'ateliers) et en échangeant avec des militants venus de divers endroits en Europe (réunions bilatérales).
Au niveau mondial, le MJS est membre plein de la IUSY (International Union of Socialist Youth) qui est la structure de jeunesse liée à l'Internationale socialiste. Deux congrès de la IUSY ont été organisés à Bruxelles en 1975 et 1987. Les Jeunes Socialistes ont participé aux divers festivals mondiaux organisés par la IUSY. Les Jeunes Gardes socialistes (ancêtre du MJS) avaient d'ailleurs organisé un festival à Liège en 1954.
Les Jeunes Socialistes prennent également beaucoup de positions sur les matières internationales. [réf. souhaitée] Un des engagements du MJS depuis sa création est la lutte contre la présence de missiles nucléaires en Belgique et l'antimilitarisme. Les Jeunes Socialistes s'investissent également beaucoup dans les thématiques européennes. Ils ont notamment lancé une campagne européenne avec des partenaires français, allemands, autrichiens, irlandais, espagnols et italiens visant à dénoncer l'impact de la crise sur les jeunes en Europe et exhortant cette génération de la crise à se lever. La campagne, dénommée 'Generation of the crisis : rise up', a rassemblé 400 jeunes à Bruxelles les 15 et 16 décembre 2012 pour demander une Europe de l'emploi, démocratique et écologique. Des revendications telles que la réduction du temps de travail, l'investissement dans la transition énergétique, la réforme de la BCE pour lui permettre de prêter directement aux États ou encore la demande de donner plus de pouvoir au Parlement européen étaient portées par une pétition qui a récolté plus de 4 000 signatures en ligne plus 6 000 en papier.
Le siège social de cette association se trouve au n°16 rue de la Croix de Fer à 1000 Bruxelles.

## Activités
Le MJS édite une revue qui s'intitule la Jeune Garde en référence à l'ancien nom des jeunesses socialistes.
Il a organisé plusieurs éditions d'un festival de caricature et de dessins politiques en collaboration avec l'asbl Culture en mouvement.

## Liste des présidents
- 1965 : Jean-Claude Van Cauwenberghe.
- 2001-2003 : Hugues Bayet[13].
- 2003-2004 : Gilles Doutrelepont[14]
- 2004-2008:Tome Andrade
- 2008-2011 : Nicolas Sools.
- 2011-2014 : David Cordonnier.
- 2014-2015 : Jonathan Dawance.
- 2015-2017 : Maxime Felon.
- 2017-2022 : Maximilien Lerat.
- 2022-2024: Anaïs Geudens
- 2024-.... : Tanguy Colson Delporte

## Fédérations
Le Mouvement des Jeunes Socialistes comprend, au total, 13 fédérations en Wallonie et à Bruxelles : 
- Fédération du Brabant-Wallon ;
- Fédération de Bruxelles :
- Fédération du Centre ;
- Fédération de Charleroi ;
- Fédération de Dinant-Philippeville ;
- Fédération de Huy-Waremme ;
- Fédération de Liège ;
- Fédération du Luxembourg ;
- Fédération de Mons-Borinage ;
- Fédération de Namur ;
- Fédération de Thuin :
- Fédération de Verviers ;
- Fédération WaPi.

La Fédération des jeunes socialistes de la Communauté Germanophone est statutairement membre du Mouvement des Jeunes Socialistes (cfr Statuts du MJS publiés au Moniteur belge).